# Conclaaf van 1458
Het conclaaf van 1458 volgde op de dood van paus Calixtus III op 6 augustus 1458.

## Voorgeschiedenis
Het pontificaat van de uit Spanje afkomstige Calixtus III had voor een belangrijk deel in het teken gestaan van de Val van Constantinopel in 1453. De expansiedrang van de Ottomanen had zich echter niet beperkt tot Klein-Azië; ook in het oosten van Europa en op de Balkan waren zij actief. Calixtus’ oproep tot een kruistocht en verdrijving van de “heidenen” vond echter weinig gehoor bij de Europese vorsten.
Tijdens zijn korte pontificaat (3 jaar en 120 dagen) zou Calixtus wel de basis leggen voor de macht van de Borgia familie in Italië, die door zijn neef Rodrigo de Borja –de latere paus Alexander VI- en diens buitenechtelijke zoon Cesare Borgia tot een hoogtepunt zou komen.

## Conclaaf
Tijdens twee consistories had Calixtus III negen nieuwe kardinalen gecreëerd, waaronder zijn twee neven Luis Juan del Milà en Rodrigo Borgia. Het aandeel van Spaanse kardinalen, dat deelnam aan het conclaaf was daarmee ten opzichte van het conclaaf waarin Calixtus was gekozen, toegenomen met twee.
Als beoogd opvolger gold kardinaal Domenico Capranica. Deze overleed echter twee dagen voor aanvang van het conclaaf.
Een andere kandidaat was de Fransman Guillaume d’Estouteville. Zijn eventuele verkiezing werd met name door de Italiaanse kardinalen niet geambieerd, omdat gevreesd werd voor een toenemende invloed van het Franse koninkrijk in de Italiaanse gebieden. Andere kandidaten waren Filippo Calandrini en Enea Silvio Piccolomini.
Na de eerste stemronde hadden de Italiaanse kandidaten Piccolomini en Calandrini ieder 5 stemmen.
Om toch een Fransman op de pauselijke troon te krijgen, startten de beide Franse kandidaten, d’Estouteville en Coëtivy, een offensief waarbij zij de steun kregen van onder meer de Italiaan Prospero Colonna.
Onder aanvoering van Pietro Barbo (in 1464 zou hij gekozen worden tot paus Paulus II), werden de Italiaanse kardinalen echter opgeroepen unaniem te kiezen voor Piccolomini die tijdens de volgende stemronde 9 kardinalen achter zich wist te scharen, waaronder d’Estouteville. Omdat voor een definitieve keuze 12 stemmen nodig waren, volgde op de stemronde de accessus, een gelegenheid voor de kardinalen om alsnog hun stem te veranderen ten voordele van een andere kandidaat. Met de steun die hij kreeg van Rodrigo Borgia en Giacomo Tebaldi was nog slechts één stem nodig, die uiteindelijk gegeven werd door Prospero Colonna. Hierop volgden alle andere kardinalen, die hun stem nog niet hadden uitgebracht op Enea Silvio Piccolomini.
Piccolomini nam de naam Pius II aan, naar de bijnaam van Aeneas (uit het werk van Vergilius) die “pius Aeneas” werd genoemd en wiens verhaal een belangrijke inspiratiebron was geweest in zijn vroege leven. Op 3 september 1458 werd hij op de trappen van de Sint-Pietersbasiliek gekroond door kardinaal-protodiaken Colonna.

## Nasleep
Evenals zijn voorganger zou Pius II zich inzetten voor de organisatie van een kruistocht tegen de Ottomanen, maar ook zonder succes.
Een ander belangrijk besluit tijdens zijn pontificaat was het uitroepen van de pauselijke suprematie, zoals verwoord in de bul Execrabilis. Hiermee trad hij op tegen de idee dat een bijeengeroepen concilie in staat kon zijn om pauselijke beslissingen te herroepen.

## Bijzonderheden
In zijn autobiografie Commentarii rerum memorabilium que temporibus suis contigerunt deed Pius II uitvoerig verslag van het conclaaf van 1458. Zo beschreef hij de wijze waarop de Franse kardinalen hadden geprobeerd stemmen te winnen; zij hadden geheime beraadslagingen georganiseerd in de latrines. Ook werd beschreven, hoe de Fransen trachtten te voorkomen dat kardinaal Prospero Colonna zijn stem veranderde ten gunste van Enea Silvia Piccolomini